# Judenlager Hellerberg
Das sogenannte Judenlager Hellerberg war ein Sammellager auf dem Heller unweit von Dresden. Es diente vom November 1942 bis März 1943 als Lager für die bei Zeiss Ikon zwangsarbeitenden Juden Dresdens. Alle Lagerinsassen wurden Anfang März 1943 in das KZ Auschwitz deportiert. Nachweislich überlebten nur zehn der 293 Gefangenen des Lagers den Holocaust. Anschließend wurde das Lager bis zum Ende des Zweiten Weltkriegs unter dem Namen Lager Kiesgrube als Entbindungslager für Kinder von Ostarbeiterinnen weitergenutzt; über 200 Kleinkinder verstarben in dieser Zeit im Lager an bewusster Mangelversorgung.

## Zeitliche Einordnung

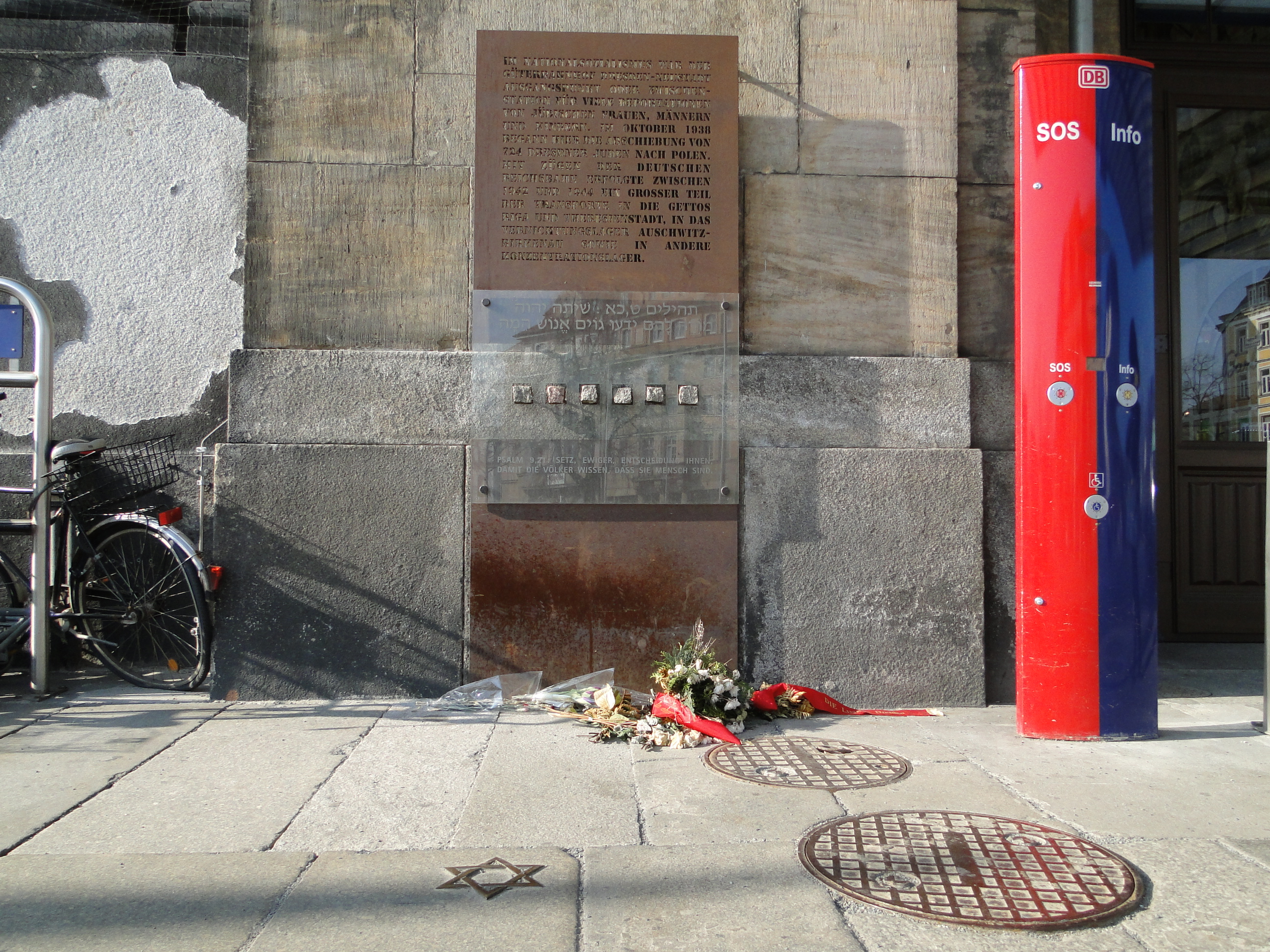
Erinnerungsstätte am Bahnhof Dresden-Neustadt, von wo aus die Dresdner Juden deportiert wurden

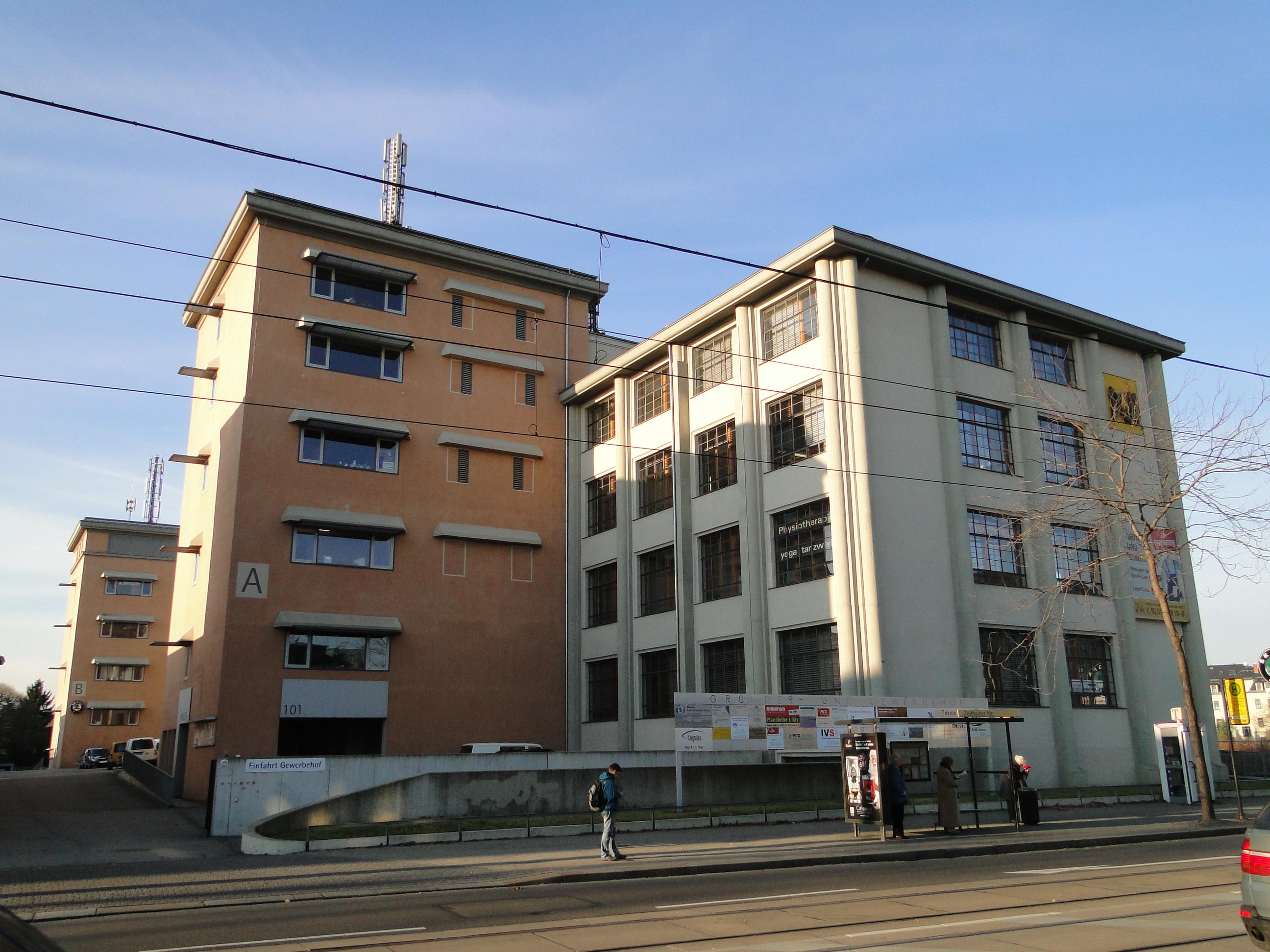
Gebäude des Goehle-Werks von Zeiss Ikon in Dresden

In Dresden hatte es seit 1837 eine jüdische Gemeinde gegeben. Der Anteil der jüdischen Bevölkerung an der Gesamtbevölkerung Dresdens war gering: Im Jahr 1890 waren 0,3 Prozent der Bevölkerung Dresdens Juden, 20 Jahre später waren es 0,7 Prozent (3800 Personen). Ihre Blüte erreichte das jüdische Leben in Dresden in der Weimarer Republik, die jüdische Gemeinde umfasste 1925 ca. 5100 Personen (0,8 Prozent der Dresdner Bevölkerung). Im Zuge des erstarkenden Antisemitismus auch in Dresden verließen viele Juden vor 1933 die Stadt, sodass im Juni 1933 nur noch 4397 „Glaubensjuden“ in Dresden lebten. Mit 0,26 Prozent lag der Anteil der jüdischen Bevölkerung an der Gesamtbevölkerung Dresdens weit unter dem Reichsdurchschnitt von 0,77 Prozent.
Ab 1933 begann auch in Dresden die systematische Ausgrenzung der jüdischen Bevölkerung, die vor allem von Martin Mutschmann aggressiv vorangetrieben wurde. In der Pogromnacht vom 9. zum 10. November 1938 wurde die Semper-Synagoge in Dresden zerstört; zudem wurden in dieser Nacht allein in Dresden 151 Juden, darunter der gesamte Vorstand der jüdischen Gemeinde, in die KZs Buchenwald und Sachsenhausen deportiert. Ab 1937/1938 stieg die Zahl der Juden, denen von Wohnungsgesellschaften oder städtischen Wohnungseigentümern die Wohnung gekündigt wurde. Eine Zusammenlegung der Juden in Ghettos wurde 1938 durch Heydrich in polizeilicher Hinsicht abgelehnt und unterblieb auch in Dresden. Mit dem im Mai 1939 verabschiedeten Gesetz über Mietverhältnisse mit Juden wurde es möglich, sogenannte „Judenhäuser“ einzurichten. In Dresden wurde im selben Jahr mit der Einrichtung von Judenhäusern begonnen; insgesamt gab es in Dresden 37 Häuser, in denen Juden isoliert lebten.
Erste Deportation von Juden der Dresdner Gemeinde erfolgten bereits 1938, so wurden im Oktober 1938 über 700 polnische Juden aus dem Dresdner Bezirk nach Polen abgeschoben. Im November 1941 umfasste die jüdische Gemeinde nur noch 1228 Mitglieder. Am 20. und 21. Januar 1942 wurden 224 Juden aus dem Regierungsbezirk Dresden-Bautzen in das Ghetto Riga deportiert. Ausgenommen von der Deportation waren Juden in „Mischehe“ und deren Kinder, Personen über 65 Jahren und Personen über 55, die nicht transportfähig waren, im Ersten Weltkrieg ausgezeichnete oder schwer verwundete Personen sowie Juden, die in der Rüstungsindustrie (Goehle-Werk von Zeiss Ikon) beschäftigt waren. In der Folge wurde versucht, die in der Rüstungsindustrie arbeitenden ca. 300 Dresdner Juden in einem gemeinsamen Wohnraum zusammenzufassen, so fragte Zeiss Ikon an, ob dafür ein Barackenlager in Prag genutzt werden könne. Das im März 1942 erlassene Verbot der Benutzung öffentlicher Verkehrsmittel durch Juden ließ den Ruf nach einer Konzentration der in der Rüstungsindustrie arbeitenden Juden lauter werden. Zum einen war einem Teil per Sondererlaubnis genehmigt, mit „Ariern“ eine Straßenbahn zu nutzen, was zu „eine[r] gewisse[n] Verkehrsunsicherheit“ führte. Zum anderen waren die Arbeiter, die zu Fuß auf Arbeit erscheinen mussten, zu erschöpft, um vollständig arbeiten zu können.
Die Deportation von Juden über 65 Jahren und Personen über 55, die nicht transportfähig waren sowie von im Ersten Weltkrieg ausgezeichneten oder schwer verwundeten Personen nach Theresienstadt begann in Dresden im Sommer 1942. Im Gegensatz zu anderen Städten erfolgten die Transporte in Kleingruppen von maximal 50 Personen per LKW. Für 1942 waren sieben derartige Transporte angesetzt, die Transporte wurden Ende September 1942 abgeschlossen. Die in Dresden verbliebenen Juden waren nun überwiegend Personen, die in der Rüstungsindustrie arbeiteten, in „Mischehe“ lebten, oder deren Kinder.

## Das „Judenlager Hellerberg“

### Einrichtung des Lagers

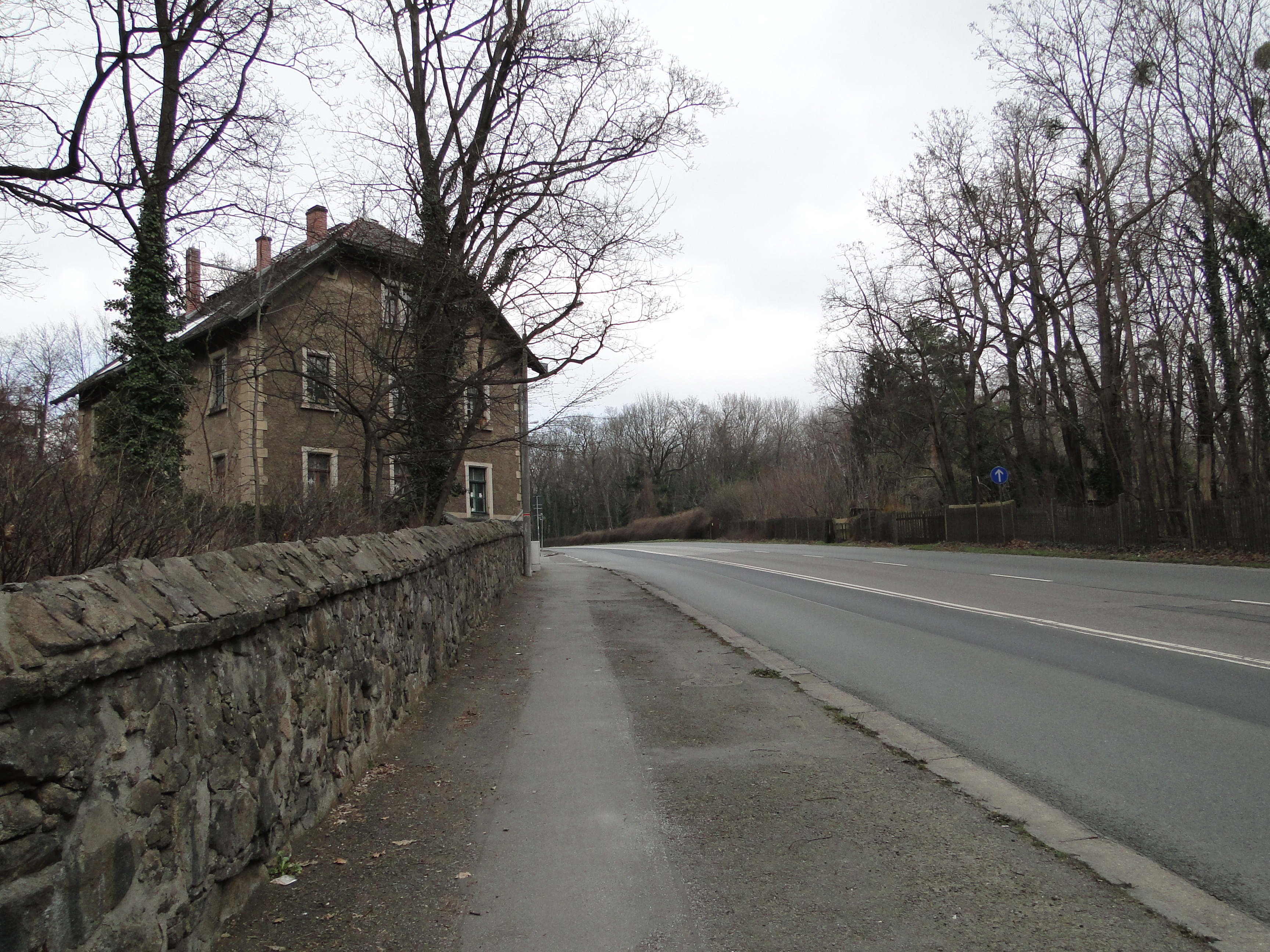
Radeburger Straße, links Haus Weinbergstraße 1, gegenüber der Eingang zum Lager

Am 10. November 1942 trafen sich Mitarbeiter von Zeiss Ikon mit Mitgliedern der NSDAP-Kreisleitung und der Gestapo, darunter Henry Schmidt. Dabei wurde die Einrichtung des sogenannten „Judenlagers Hellerberg“ beschlossen. Es war dabei eines von zahlreichen Lagern von Zeiss Ikon in Dresden und Umgebung und wurde betriebsintern als „Lager Nr. 16“ geführt.
Für die Lagererrichtung stellte Zeiss Ikon ihr Materiallager an der Dr.-Todt-Straße 4 (heute Radeburger Straße 4) nördlich des St.-Pauli-Friedhofs zur Verfügung, das zu dem Zeitpunkt knapp außerhalb des Dresdner Stadtgebietes in einer Sandgrube lag. Zeiss Ikon verpflichtete sich, die Einrichtung des Lagers zu übernehmen. Vorgesehen waren dabei „Bettgestelle mit Strohsäcken, Schränke (pro Familie insgesamt 1 Schrank)“. Die Lagerinsassen hatten für Geschirr, Decken und Kissen sowie Hand- und Wischtücher zu sorgen. Zudem mussten sie die Einrichtung des Krankenzimmers (darunter zehn Metallbetten) und der Büroräume stellen. Die Außenstelle des Reichsministeriums für Bewaffnung und Munition verpflichtete sich zwar, 200 Stühle für den Speisesaal sowie pro Insasse einen weiteren Stuhl zur Verfügung zu stellen, doch wurde festgelegt, dass bei Nichtlieferung die Stühle durch die jüdische Gemeinde zu stellen seien.
Das Lager sollte von den Insassen selbst verwaltet werden, wobei Henry Schmidt die Ernennung des Lagerältesten, des Verwaltungssachbearbeiters und der Köchin oblag. Jeder Insasse des Lagers musste pro Tag 0,60 RM für seine Unterbringung bezahlen. Aus den Geldern wurden von Zeiss Ikon die Grundstückspacht, die Lagerbewachung durch eine Schließgesellschaft, Licht, Heizung, Wasser, Telefonkosten, die Müllabfuhr, Reparaturen und Reinigungsmittel bezahlt. Zeiss Ikon unterlag zudem die Organisation der Nahrungsmittel für die Insassen, die jedoch separat am Monatsende von diesen bezahlt werden mussten. Auf den Marktpreis der Waren erfolgte dabei „ein Zuschlag für Handlungsunkosten und Umsatzsteuer“. Die medizinische Betreuung des Lagers wurde Willy Katz übertragen, dem zu dem Zeitpunkt einzigen Mediziner der Stadt, der Juden behandeln durfte. Die Lagerordnung lag bei der Gestapo.
Als Grundsatz wurde festgelegt, dass die Insassen selbst dann im Lager zu verbleiben haben, wenn ihr Arbeitsverhältnis bei Zeiss Ikon endete. Zudem durften freie Lagerplätze mit Juden belegt werden, die nicht bei Zeiss Ikon arbeiteten. Der Status des Lagers als eine Art kurzzeitiges Durchgangslager war von Beginn an besiegelt, so vermerkte das Protokoll der Sitzung am 10. November 1942, dass alle Insassen „bis zum Zeitpunkt des Abtransports“ im Lager leben sollten.
Victor Klemperer berichtete in seinen Tagebüchern bereits am 13. November 1942, dass jüdische Arbeiter bei Zeiss Ikon „in Baracken“ kommen werden und dies bereits eine Zeitlang als Gerücht kursiere. Die Deportation von 279 Dresdner Juden, die bis dahin in Judenhäusern gelebt hatten, in das Barackenlager erfolgte am 23. und 24. November 1942. „… diese neue Art der Deportation sei deshalb so schamlos, weil alles so offen vor sich gehe“, befand Eva Klemperer. Alle Gefangenen hatten sich während des Transports einer Untersuchung und Desinfektion in der Dresdner Entseuchungsanstalt zu unterziehen. Laut Victor Klemperer für viele Betroffene der schlimmste Aspekt der Deportation: „Das Schlimmste an der Lageraffäre soll bisher nach mehrfachen Berichten die Entlausung der Frauen gewesen sein. Während sie in der Anstalt nackt zwischen den Passionsstationen herumliefen, wurden sie von der Gestapo photographiert, sie mußten lange mit nassen Haaren bei kaltem Regenwetter im Hof stehen, auch ihr offenes und durchwühltes Gepäck war dem Regen schutzlos ausgesetzt.“ Die Deportation wurde durch Zeiss Ikon filmisch festgehalten, auch die Entlausung wurde dabei gefilmt, wobei die Prozedur von Henry Schmidt vor Ort überwacht wurde. Der Film Zusammenlegung der letzten Juden in Dresden in das Lager am Hellerberg am 23./24. Nov. 1942 wurde erst 1995 der Öffentlichkeit bekannt. Er erlaubt auch eine Lokalisierung des Lagereingangs: Er muss sich gegenüber dem Haus Weinbergstraße 1 befunden haben, so ist das Gebäude auf dem Weg durch das bewaldete Grundstück zum eigentlichen Lager im Hintergrund zu sehen. Es ist möglich, dass die Torpfosten des Grundstücks Radeburger Straße 12A einst zum Lagerzugang gehörten.
Mit Abschluss der Deportation in das außerhalb der Stadtgrenze liegende Lager galt Dresden ab Ende November 1942 als „praktisch ‚judenrein‘“.

### Leben im Lager
Das Lager bestand aus sechs Unterkunfts- und einer Gemeinschaftsbaracke. Jede Unterkunftsbaracke bestand aus drei Räumen, die von jeweils ca. 16 Personen belegt waren. Die Unterbringung erfolgte geschlechtergetrennt, eine Ausnahme gab es bei Ehepaaren sowie Kindern unter vier Jahren. Laut Victor Klemperer war die Gemeinschaftsbaracke neun Ehepaaren vorbehalten. Im Lager gab es einen Essraum, Toiletten, eine Krankenstation sowie eine Schneiderei, Schuhmacherei und eine Friseurstube. Zudem existierten zwei Waschräume mit Waschschüsseln sowie durch Einsatz von Willy Katz später auch zwei Badewannen. Das Lager wurde von einer privaten Schließgesellschaft bewacht, die auch die Ausgehzeiten kontrollierte. Eine Umzäunung gab es nicht. Das Lager durfte für die Früh- bzw. Spätschicht im ca. 20 Minuten entfernt gelegenen Goehle-Werk auf der Heidestraße 4 verlassen werden. Für Arztbesuche oder Behördengänge wurden durch die Lagerleitung Passierscheine ausgestellt. Als Lagerältester wurde Siegmund Selig Lehner und als technischer Verwalter Elias Lichtenstein ernannt.
Über die Bedingungen im Lager existieren unterschiedliche Angaben. Klemperer schrieb in seinem Tagebuch Berichte nieder, die er von Lagerbewohnern erhalten hatte. Bei den Vorbereitungen der Schlafräume hätten die Bettsäcke mit nasser Holzwolle gestopft werden müssen. Die Bedingungen wurden im Vorfeld als katastrophal wahrgenommen und von Klemperer geschildert: „Unvorstellbar eng und barbarisch primitiv, besonders die Aborte (wandlos nebeneinander und viel, viel zu wenige), aber auch die schmalen Betten usw. Die Zimmerleute hätten gesagt, sie seien im Barackenbau für russische und polnische Gefangene beschäftigt gewesen – Luxushotels gegen dieses Judenlager in Sand und Schlamm!“ Gleichzeitig wies Klemperer aber auch auf verhältnismäßig positivere Aspekte hin: „Vergünstigungen wie Postverkehr, Urlaub in Dresden, eine Lagerbibliothek, Spielzeugerlaubnis für die Kinder … Man muß abwarten.“ Erste Reaktionen der Insassen waren vorsichtig optimistisch, was Klemperer mit Skepsis registrierte: „Er [= Martin Reichenbach] hatte es sich eben noch gräßlicher vorgestellt, er war schon glücklich, daß ihn niemand prügelte. […] Alles in allem also Gefangenschaft und qualvolles Vegetieren.“ Am 1. Dezember notierte er: „Die Leute in der Gemeinde scheinen […] eine verschworene Gemeinschaft zu sein, das Lagerleben als glimpflich hinzustellen: Es sei erträglich […] Es klingt so, als wenn die Unzufriedenen verwöhnte und undankbare Geschöpfe wären. […] Aber das Gros der Lagerinsassen ist doch streng gefangen, erhält spärlichsten Stadturlaub, hockt immer aufs engste beisammen usw. usw. Es ist gar zu jämmerlich, daß diese Gefangenschaft schon als halbes Glück gilt. Es ist nicht Polen, es ist nicht das KZ! Man wird nicht ganz satt, aber man verhungert nicht. Man ist noch nicht geprügelt worden. Usw. usw.“ Am 19. Dezember notierte Klemperer, dass den Insassen des Lagers der Einkauf von Waren gänzlich untersagt wurde: „Sie sind wieder um einen Höllengrad gefangener und schlechter ernährt als zuvor“. Der Auschwitz-Überlebende Henry Meyer, der auch im Lager Hellerberg gelebt hatte, befand rückblickend „Wir hatten uns im Lager [Hellerberg] eigentlich sehr gut vertragen […] Ich wünschte, man hätte uns bis Kriegsende dort gelassen. Alle würden noch leben“. Bis zur Auflösung des Lagers verstarb eine Person: Sabine Scholz erlag am 24. Dezember 1942 einer Nierenbeckenentzündung.

### Auflösung des Lagers

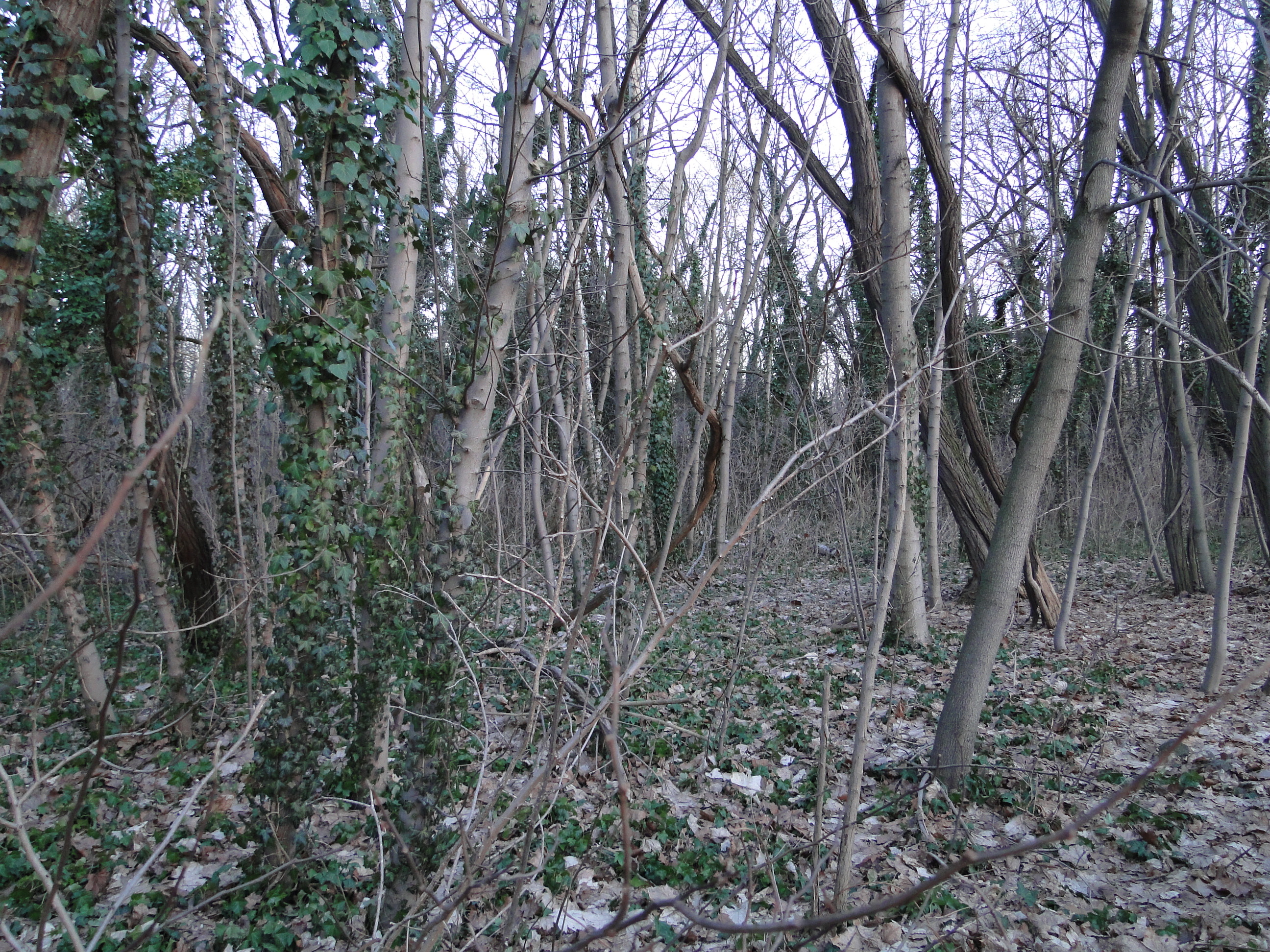
Blick in das Gelände des Lagers, Aufnahme 2011

Mit den Richtlinien zur technischen Durchführung der Evakuierung von Juden nach dem Osten (KL Auschwitz) wurde am 20. Februar 1943 die Deportation von in Rüstungsbetrieben arbeitenden Juden ermöglicht. Im Rahmen der reichsweiten sogenannten „Fabrikaktion“ wurden auch die Arbeiter des Judenlagers Hellerberg am 27. Februar 1943 verhaftet. Das Lager wurde auf Befehl von Adolf Eichmann zum Polizeihaftlager deklariert und umzäunt. Neben den bisherigen Lagerinsassen wurden im Lager nun auch bisher außerhalb des Lagers lebende Juden (laut Klemperer „alle Nicht-Mischehlinge“) inhaftiert. Zudem erfolgte die Deportation von Juden aus Erfurt, Halle, Leipzig, Plauen und Chemnitz in das Lager; zu ihnen gehörte auch Justin Sonder aus Chemnitz. Die Lagerräumung erfolgte schließlich am 2. März 1943. Zu dem Zeitpunkt befanden sich unter den Gefangenen 293 Dresdner, die über den Bahnhof Dresden-Neustadt am 3. März 1943 nach Auschwitz deportiert wurden. Die Selektion überstanden ca. 50 der Dresdner Gefangenen. Nachweislich haben nur zehn Insassen des Transports den Holocaust überlebt, darunter der Musiker Henry Meyer.
Das Lager wurde mit dem Abtransport weitgehend aufgelöst. Es blieben nur 32 Personen im Lager zurück, darunter überwiegend Juden aus Chemnitz, Halle, Leipzig und Plauen, die über 65 Jahre alt waren. Sie wurden Ende März 1943 nach Theresienstadt deportiert. In der Zwischenzeit hatte das Lager auch als Übergangslager für Deportationen nach Theresienstadt gedient.

### „Weiternutzung“ als Lager Kiesgrube
Über das „Lager Kiesgrube“ existieren nur wenige Informationen. Zwischen Mai 1943 und dem Kriegsende diente das Lager als Entbindungslager für Kinder von Ostarbeiterinnen; von mindestens 497 geborenen Kindern verstarben aufgrund von Mangelversorgung nachweislich 225 Säuglinge und Kleinkinder. Das letzte Kind verstarb im März 1945. Eine April 2004 unter dem Titel Zwangsarbeiter in Dresden erschienene Arbeit, die von der PDS-Fraktion im Stadtrat der Landeshauptstadt Dresden herausgegeben wurde, verortete das Lager auf die damalige Dr.-Todt-Straße 120 und grenzte es vom „Judenlager Hellerberg“ auf der Dr.-Todt-Straße 4 ab. Nachforschungen von Annika Dube-Wnęk konnten das Lager Kiesgrube jedoch auf dem Gelände des ehemaligen Judenlagers Hellerberg verorten, dessen Baracken so weitergenutzt wurden. Das Lager Kiesgrube wurde offiziell durch die Deutsche Arbeitsfront betrieben; die eigentliche Verwaltung vor Ort oblag ab Juni 1943 der Bauunternehmung W. Strauß & Co, die die Mieteinnahmen – jede Frau musste pro Kind 0,30 RM Miete zahlen – an den Barackeneigentümer Zeiss Ikon überwies.
Eine Luftbildaufnahme vom 25. März 1945 zeigt das Barackenlager mit noch bestehenden Bauten. Kurz nach 1945 wurden die Baracken abgerissen und die Sandgrube, in der sich das Lager befand, teilweise verfüllt. Das Gelände liegt seit Kriegsende brach und ist inzwischen dicht bewachsen. Spuren des Lagers gibt es nicht mehr.

## Rezeption nach 1945

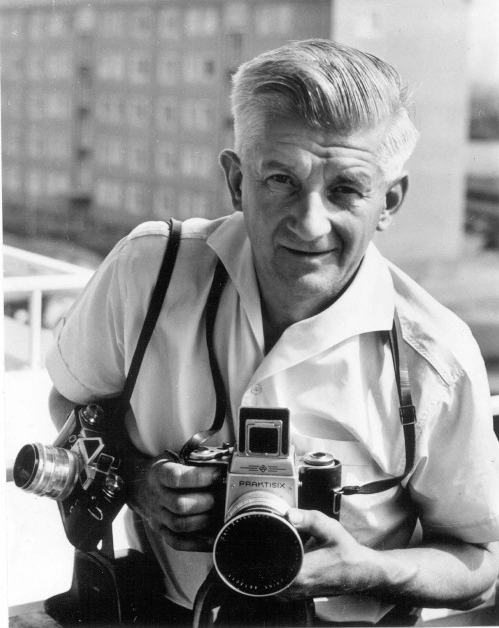
Erich Höhne 1970

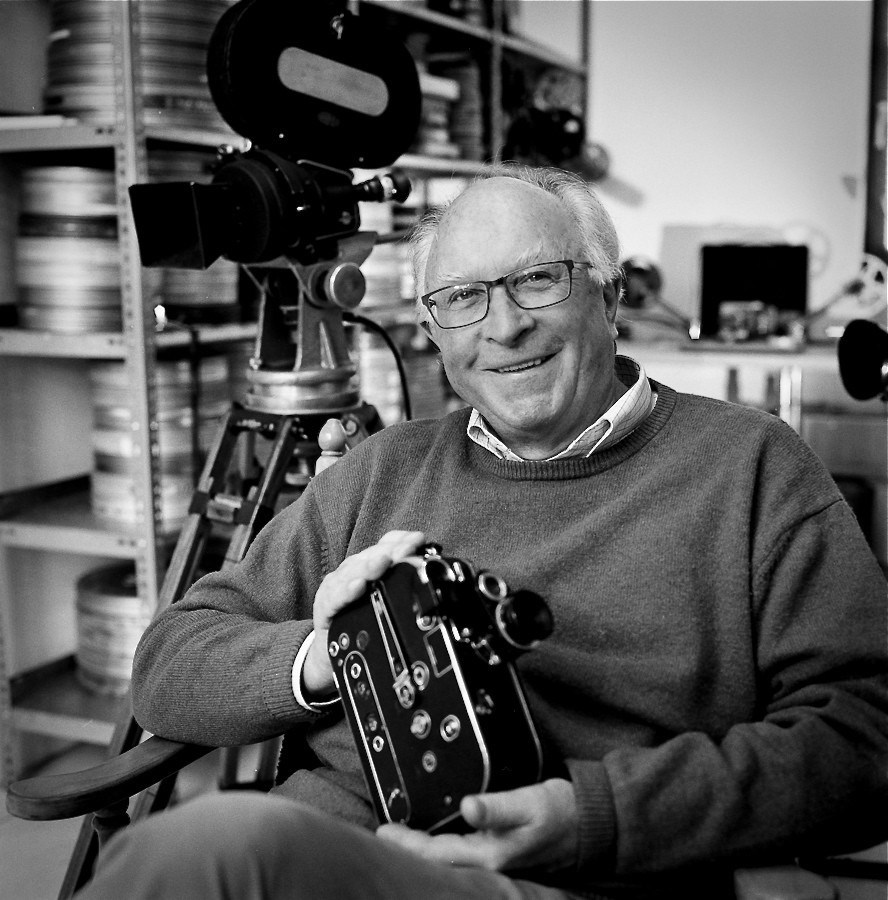
Ernst Hirsch 2013

Nach 1945 blieb eine Auseinandersetzung mit dem Judenlager Hellerberg zunächst aus. Erst Ende der 1980er-Jahre erfolgte eine erste öffentliche Beschäftigung: Der nach 1945 untergetauchte Henry Schmidt wurde am 27. Juli 1987 wegen Verbrechen gegen die Menschlichkeit in Dresden vor Gericht gestellt. Punkt 2 der Anklageschrift nahm dabei Bezug auf seine Rolle bei der Errichtung des Lagers:

„Am 10. November 1942 vereinbarte der Beschuldigte mit dem Rüstungskonzern Zeiss-Ikon-AG die Errichtung eines Zwangsarbeitslagers in Dresden-Hellerberg, in das unter seiner Leitung am 23. November 1942 mindestens 300 Bürger verschleppt wurden. Am 2. März 1943 wirkte er daran mit, die Lagerinsassen zur Vernichtung in das KZ Auschwitz zu deportieren, wo die Mehrzahl ermordet wurde.“

Das Bezirksgericht Dresden verurteilte Schmidt am 28. September 1987 zu lebenslanger Haft. Schmidt verstarb 1996. Im Zusammenhang mit dem Prozess gegen Schmidt veröffentlichte die Zeitschrift Der antifaschistische Widerstandskämpfer 1987 in Reaktion auf Leseranfragen unter der Überschrift Lager Dresden-Hellerberg – einst das Vortor zur Hölle einen Artikel über das Lager. Durch Victor Klemperers Tagebücher, die ab 1995 erschienen, wurden ebenfalls Details zum Lager bekannt, so stand Klemperer unter anderem in Kontakt zu dem Lagerarzt Willy Katz.
Für große Aufmerksamkeit sorgte die Entdeckung des Films Zusammenlegung der letzten Juden in Dresden in das Lager am Hellerberg am 23./24. Nov. 1942, der während der Deportation ins Lager am 23. und 24. November 1942 entstand. Gedreht wurde der Film im Auftrag von Zeiss Ikon durch den damaligen Labormitarbeiter Erich Höhne, der nach 1945 als Fotograf Bedeutung erlangte. Höhne arbeitete bei Kriegsende als Mitverwalter des Filmlagers von Zeiss Ikon und nahm den Film an sich. Erst bei der Auflösung seines privaten Fotoarchivs 1995 fand er den Film wieder, der von Ernst Hirsch restauriert wurde. Der rund 27-minütige Stummfilm ist eine bearbeitete Kopie des Originals und enthält teilweise propagandistische Zwischentitel. Gezeigt wird die Gepäckverladung am „Judenhaus“ Sporergasse 2 und am Henriettenstift, Güntzstraße 24, die Untersuchung von Männern und Frauen in der „Städtischen Entseuchungs-Anstalt“ auf der Fabrikstraße 6 (im Bild zu sehen u. a. Willy Katz und Henry Schmidt), die Ankunft im Lager und die Einrichtung (u. a. Füllen der Schränke, Jungen im Waschraum). Nach einer Einstellung, die Willy Katz im Gespräch mit dem Lagerältesten Siegmund Selig Lehner zeigt, endet der Film abrupt. Die Entdeckung des Materials führte zu einer intensiven Beschäftigung mit dem Lager. Ernst Hirsch und Ulrich Teschner drehten den 70-minütigen Dokumentarfilm Die Juden sind weg. Das Lager Dresden Hellerberg, in dem Zeitzeugen wie Henny Brenner und Henry Meyer zu Wort kamen. Anlässlich des 55. Jahrestages der Einrichtung des Lagers erlebte der Film am 23. November 1997 seine Premiere. Der Film aus dem Jahr 1942 wurde an das Filmarchiv des Bundesarchivs übergeben. Kopien von Stumm- und Dokumentarfilm befinden sich im Bestand von Yad Vashem. Ab 1996 widmete sich ein Forschungsprojekt der Stiftung Sächsische Gedenkstätten in Zusammenarbeit mit dem Simon-Dubnow-Institut für jüdische Geschichte und Kultur an der Universität Leipzig sowie der Stiftung Neue Synagoge Berlin – Centrum Judaicum der wissenschaftlichen Auswertung des Films. Im Jahr 1998 erschien als Ergebnis der Forschung das Buch Die Erinnerung hat ein Gesicht. Zudem wurden die Filme und Bilder Teil einer Sonderausstellung, die 2006 im Dresdner Kulturrathaus eröffnet wurde.

## Gedenken

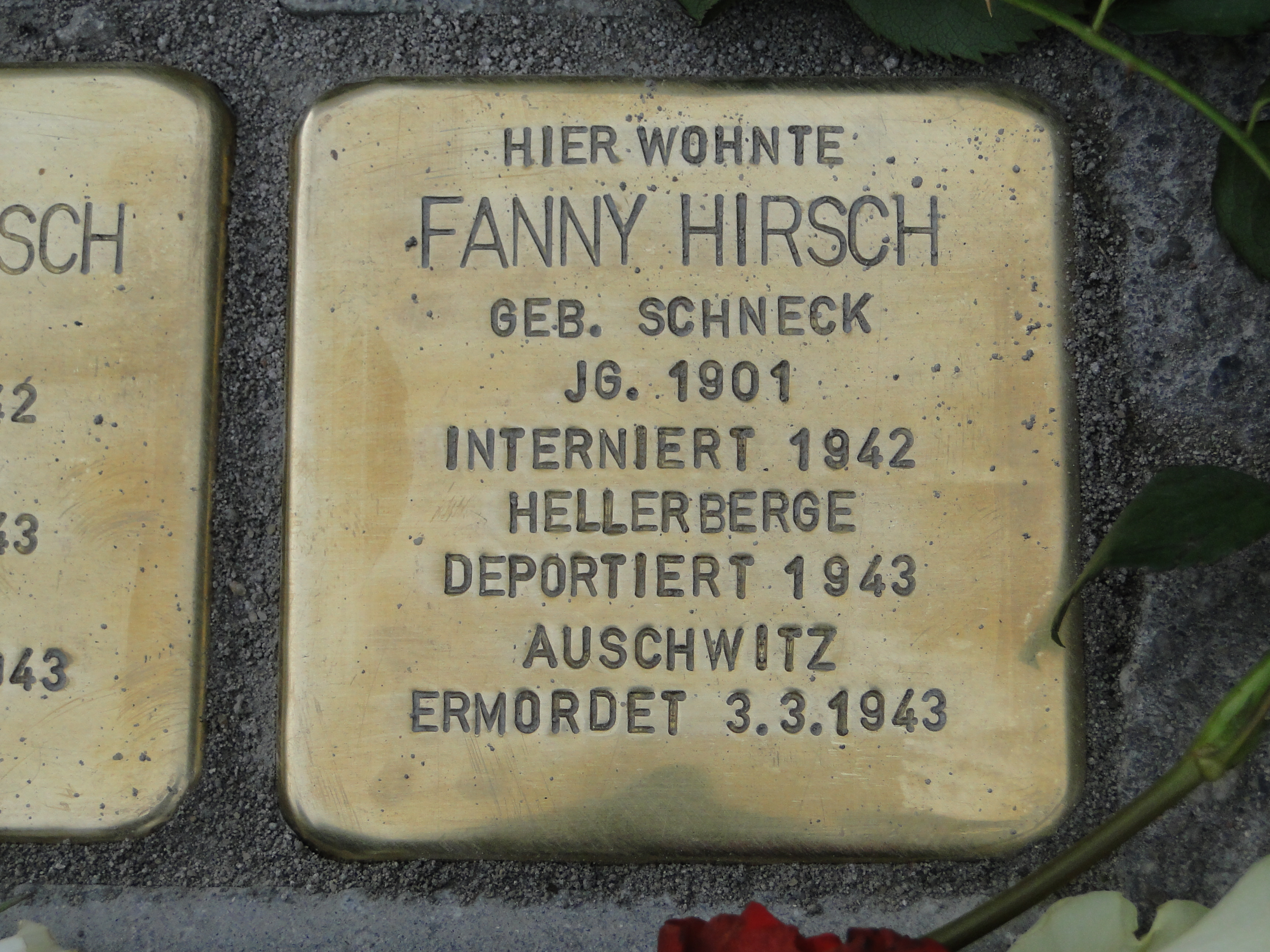
Stolperstein für Fanny Hirsch, die über das Lager Hellerberg 1943 nach Auschwitz deportiert und dort bei der Ankunft ermordet wurde

Die Gesellschaft für Christlich-Jüdische Zusammenarbeit brachte 2002 im Rahmen des Projekts Wege der Erinnerung eine Erinnerungstafel an dem ehemaligen Lagergelände an; eine neue Tafel wurde 2012 an der Einmündung Hammerweg aufgehängt. Seit 2009 erinnert ein sogenanntes Denkzeichen vor dem St.-Pauli-Friedhof an das Lager. Auf der Plakatwand sind die Namen aller deportierten Lagerinsassen zu lesen. Das „Judenlager Hellerberg“ ist als Leidensstation auf in Dresden verlegten Stolpersteinen vermerkt. Die Kennzeichnung erfolgt dabei in der Abfolge „interniert 1942 / Hellerberge / deportiert 1943 / Auschwitz“.
Sowohl Judenlager Hellerberg als auch Lager Kiesgrube sind als Teil des Kunstprojekts Gravuren des Krieges mit Mahndepots markiert worden (Nr. 9 bzw. Nr. 62). Auf dem St.-Pauli-Friedhof, auf dem zahlreiche der im Lager Kiesgrube verstorbenen Kinder beigesetzt wurden, existierte ein einfacher Grabstein, der auf die beigesetzten Kinder hinwies. Unter Beteiligung von Schülern wurde eine neue Gedenkstätte entworfen, die am 6. November 2015 eingeweiht wurde. Sie ist ca. 90 Meter lang und besteht aus individuellen Grabsteinen für jedes der 225 verstorbenen Kinder.